# Хон Арамбуру
Хон Арамбуру (ісп. Jon Aramburu; нар. 23 липня 2002, Каракас) — венесуельський футболіст, захисник іспанського «Реал Сосьєдад» та національної збірної Венесуели.

## Клубна кар'єра
Народився 23 липня 2002 року в Каракаси. Вихованець футбольної школи клубу «Депортіво Ла Гвайра». Дорослу футбольну кар'єру розпочав 2020 року в основній команді того ж клубу, в якій провів два сезони, взявши участь у 60 матчах чемпіонату.  Більшість часу, проведеного у складі «Депортіво Ла Гвайра», був основним гравцем захисту команди.
2022 року перебрався до Іспанії, ставши гравцем третьолігового клубу «Реал Уніон», до складу якого приєднався 2022 року.
Провівши успішний дебютний сезон у Європі, влітку 2023 погодив умови трирічного контракту із вищоліговим «Реал Сосьєдадом». У структурі нового клубу протягом першого року паралельно грав за головну команду та «Реал Сосьєдад Б». Із початком сезону 2024/25 закріпився у заявці першої команди.

## Виступи за збірні
2019 року дебютував у складі юнацької збірної Венесуели (U-17), загалом на юнацькому рівні взяв участь у 4 іграх.
2022 року залучався до складу молодіжної збірної Венесуели. На молодіжному рівні зіграв у 3 офіційних матчах.
2023 року дебютував в офіційних матчах у складі національної збірної Венесуели. У складі збірної був учасником розіграшу Кубка Америки 2024 року у США, де виходив на поле у трьох іграх.
| Дата       | Місто                | Господарі | Результат          | Гості     | Турнір                          | Голи | Примітки |
| ---------- | -------------------- | --------- | ------------------ | --------- | ------------------------------- | ---- | -------- |
| 18-6-2023  | Іст-Гартфорд         | Венесуела | 1 – 0              | Гватемала | товариський матч                | -    |          |
| 21-3-2024  | Форт-Лодердейл       | Венесуела | 1 – 2              | Італія    | товариський матч                | -    | 86'      |
| 24-3-2024  | Х'юстон              | Гватемала | 0 – 0              | Венесуела | товариський матч                | -    | 76'      |
| 26-6-2024  | Інглвуд (Каліфорнія) | Венесуела | 1 – 0              | Мексика   | Копа Америка 2024 - 1-й етап    | -    |          |
| 30-6-2024  | Остін (Техас)        | Ямайка    | 0 – 3              | Венесуела | Копа Америка 2024 - 1-й етап    | -    | 81'      |
| 5-7-2024   | Арлінгтон            | Венесуела | 1 – 1 (3 - 4 п.п.) | Канада    | Копа Америка 2024 - чвертьфінал | -    | 90+4'    |
| 5-9-2024   | Альту-Пата           | Болівія   | 4 – 0              | Венесуела | Відбір до ЧС 2026               | -    |          |
| 10-9-2024  | Матурін              | Венесуела | 0 – 0              | Уругвай   | Відбір до ЧС 2026               | -    |          |
| 10-10-2024 | Матурін              | Венесуела | 1 – 1              | Аргентина | Відбір до ЧС 2026               | -    |          |
| 15-10-2024 | Асунсьйон            | Парагвай  | 2 – 1              | Венесуела | Відбір до ЧС 2026               | 1    | 70'      |
| Усього     |                      | Матчів    | 10                 |           | Голів                           | 1    |          |